# Facultatea de Hidrotehnică a Universității Politehnica Timișoara
Facultatea de Hidrotehnică din Timișoara a fost una dintre facultățile Universității „Politehnica” din Timișoara. Ea oferea studenților formarea ca inginer specialist în hidrotehnică, îmbunătățiri funciare și protecția mediului. Facultatea s-a desprins din cea de construcții în anul 1990 și s-a reunificat cu acesta în anul 2012.
Specialitatea de hidrotehnică a început să fie predată în cadrul Facultății de Construcții în anul 1948.